# William Stimpson
William Stimpson, född den 14 februari 1832 i Boston, Massachusetts, död den 26 maj 1872 i Ilchester, Maryland var en amerikansk marinbiolog. Han var även en tidig och betydelsefull bidragsgivare till Smithsonian Institution och senare chef för Chicago Academy of Sciences.